# Vado Ancho
Vado Ancho est une municipalité du Honduras, située dans le département de El Paraíso. Elle est fondée en 1887. La municipalité de Vado Ancho comprend 5 villages et 61 hameaux.

## Crédit d'auteurs
- (en) Cet article est partiellement ou en totalité issu de l’article de Wikipédia en anglais intitulé « Vado Ancho » (voir la liste des auteurs).